# Cowboy und Zirkuskind
Cowboy und Zirkuskind (in Österreich als Der Ruf von irgendwo gezeigt) ist ein US-amerikanischer Stummfilmwestern aus dem Jahr 1926 von John G. Blystone mit Tom Mix und Olive Borden in den Hauptrollen. Der Film wurde von der Fox Film Corporation produziert und basiert auf einer Originalstory von Gerald Beaumont.

## Handlung
Der Cowboy Tom O’Hara hat die Weiten des Westens satt, zudem glaubt er, dass ihn etwas in die Stadt zieht. Er verabschiedet sich von seinen Freunden und reitet auf seinem treuen Pferd Tony in die Stadt. Unterwegs reitet Tom in einen Zirkus und kommt Jill, einer sechsjährigen Zirkusartistin, die von ihrem Vater misshandelt wird, sofort zu Hilfe. Als Jills sterbende Mutter Tom bittet, sich um ihr kleines Mädchen zu kümmern, stimmt er sofort zu und entführt das Kind mit Hilfe eines Zirkusclowns aus der Gewalt seines brutalen Vaters, den Tom in einem Kampf besiegt.
Auf Tony reitend springen Tom und Jill in den Gepäckwagen eines vorbeifahrenden Zuges und begegnen dort Alice Deering, einer hübschen jungen Frau, die Toms Aufmerksamkeit erregt. In der Stadt angekommen, bekommt Tom, nachdem er Alice vor einem Verkehrsunfall gerettet hat, von dem Polizeichef August Deering, ihrem dankbaren Onkel, einen Job als Motorradpolizist. Kurze Zeit später verhaftet Tom ein Mitglied einer Bande von Juwelendieben, wird jedoch später von der Bande überlistet, als diese einen weiteren großen Raubüberfall begeht. Baxter Barton, der Anführer der Bande, entführt Alice, doch sie wird von Tom gerettet, der schließlich die gesamte Bande vor Gericht bringt und Alices ewige Liebe gewinnt.

## Hintergrund
Gedreht wurde der Film von Ende Oktober bis Ende Dezember 1925.
Die Premiere des Films fand am 28. Februar 1926 statt.
Da keine Kopien der Filmrollen existieren, gilt der Film als verschollen.